# Попово-Томкове
Попово-Томкове (пол. Popowo Tomkowe) — село в Польщі, у гміні Мелешин Гнезненського повіту Великопольського воєводства.
Населення — 234 особи (2011).
У 1975-1998 роках село належало до Познанського воєводства.

## Демографія
Демографічна структура станом на 31 березня 2011 року:
|          | Загалом | Допрацездатний вік | Працездатний вік | Постпрацездатний вік |
| -------- | ------- | ------------------ | ---------------- | -------------------- |
| Чоловіки | 115     | 36                 | 72               | 7                    |
| Жінки    | 119     | 38                 | 67               | 14                   |
| Разом    | 234     | 74                 | 139              | 21                   |